# Bill Aston
William (Bill) Aston (Hopton, 29 maart 1900 – Lingfield, 4 maart 1974) was een Brits Formule 1-coureur. Hij reed voor zijn eigen team Aston Butterworth.

## Loopbaan
Aston schreef zich in totaal voor drie Grands Prix in, waarvan hij er bij één aan de start stond. Dit was zijn tweede Grand Prix, de Grand Prix van Duitsland 1952. Hij viel in deze race uit in de tweede ronde.
Aston begon zijn racecarrière in een Cooper-JAP in de Formule 3 en stapte later over naar de Formule 2. Na zijn Formule 1-carrière reed Aston nog door tot in de jaren zestig in onder andere een Jaguar en een Mini.